# Innarahu
Innarahu est une île d'Estonie en mer Baltique.

## Géographie
Elle fait partie du parc national de Vilsandi et se situe au Sud de Saaremaa. Elle abrite une colonie de phoques gris (Halichoerus grypus). 